# De Limburger

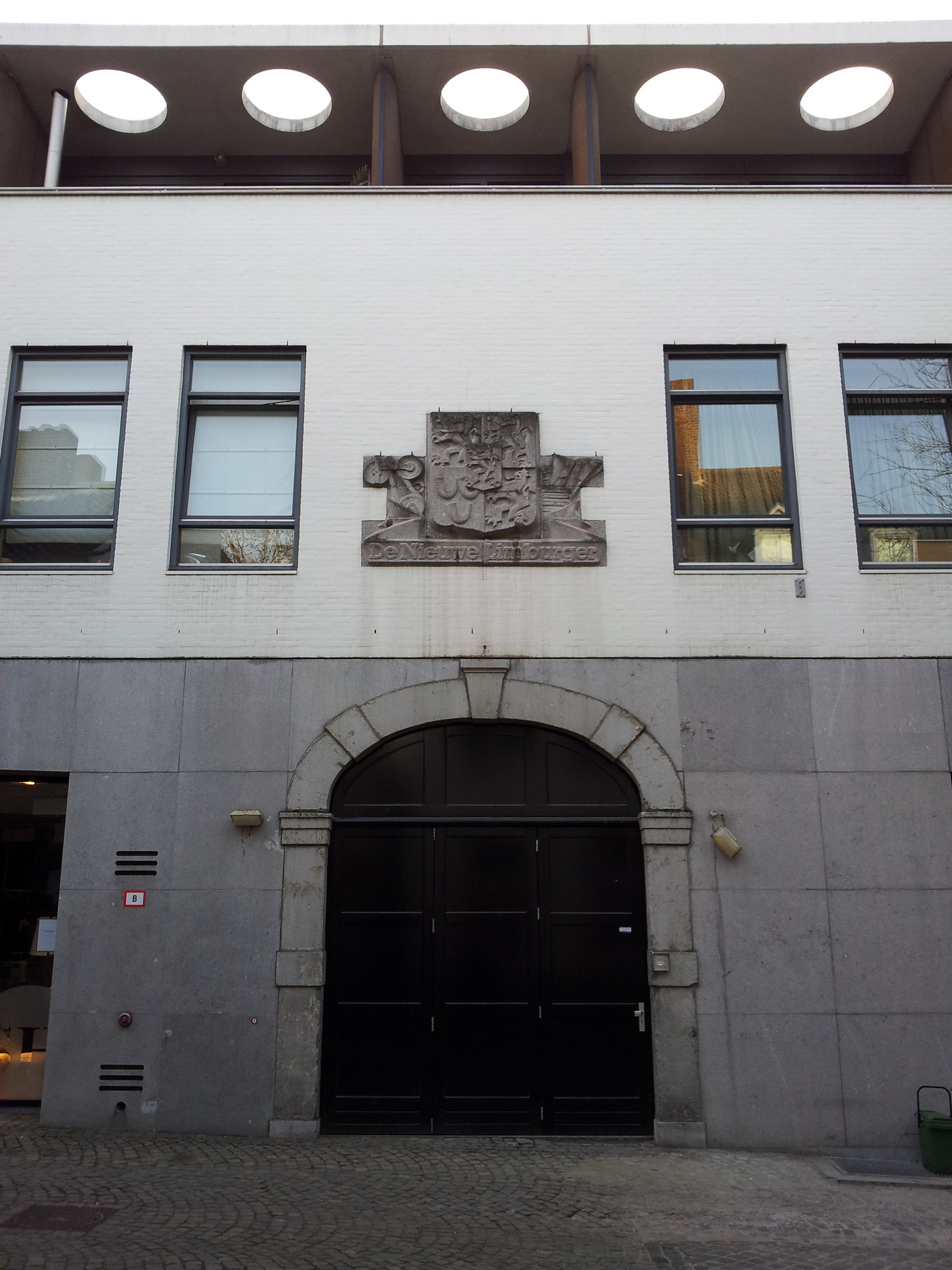
Ancien bâtiment du journal dans la rue Havenstraat, à Maastricht.

De Limburger est un journal quotidien néerlandais vendu dans la province de Limbourg.
De Limburger est né d’une fusion en 1971 entre les journaux De Nieuwe Limburger (1955-1971) et le Maas-en-Roerbode de Roermond (1856-1971). Sa fusion en 1996 avec le Dagblad voor Noord-Limburg a conduit à un changement de nom pour devenir le Dagblad De Limburger. En 2016, le nom a de nouveau changé pour De Limburger. Il a absorbé son concurrent Limburgs Dagblad en 2017.